# Tchertopkhanov et Nédopiouskine
Tchertopkhanov et Nédopiouskine est une nouvelle d'Ivan Tourgueniev parue dans la revue russe Le Contemporain en 1849. La nouvelle fait partie du recueil Mémoires d'un chasseur et raconte sur un ton humoristique la déchéance de deux hobereaux russes.

## Résumé
De retour de la chasse, le narrateur s’arrête et tire quelques coq de bruyère. Le propriétaire des lieux, Tchertopkhanov, arrive au galop, suivi de Nédopiouskine sur un bidet. Il lui reproche de chasser sur ses terres avant de se raviser et de l’inviter chez lui.
Prenant des renseignements sur Tchertopkhanov, le narrateur comprend qu’avec les lourds antécédents familiaux qu’il a, le père ayant été à moitié fou et ayant mené à la ruine son petit domaine et ses serfs par une série de décisions absurdes, le fils ne pouvait pas faire moins. Il avait été renvoyé de l’armée à dix-neuf ans et s’était depuis mis à dos tout le voisinage en menaçant régulièrement d’un duel tous ceux qui le contredisaient.
Nédopiouskine est, lui, le fils d’un petit fonctionnaire malchanceux et corrompu. À la mort de son père, le mauvais sort est transmis au fils qui accumule les déconvenues et doit « subir les caprices des autres » jusqu’au jour où, couché sur le testament d’un riche marchand, il devient propriétaire du village de Bessélendéïevka à la mort de son bienfaiteur. C’est à la lecture du testament que Tchertopkhanov et Nédopiouskine ont fait connaissance, le premier prenant défense du second, raillé par les héritiers. Ils ne se sont dès lors plus quittés.
Quelques jours plus tard, le narrateur rend visite à Pantéleï Tchertopkhanov. Dans la cour, des chiens affamés dévorent une carcasse de cheval, et le puits est plein de détritus. La discussion s'engage sur la chasse, mais arrive Macha, une ravissante bohémienne qui ne laisse pas indifférent le narrateur. Pantéleï Tchertopkhanov la considère comme sa femme. Elle prend une guitare, et tous chantent et dansent jusque tard dans la nuit.

## Extraits
- « Bref, la destinée contraignit le pauvre Tikhone Nédopiouskine à vider jusqu’à la lie l’amer calice qu’elle réserve aux conditions subalternes. Il subit toute sa vie les caprices hargneux, les lourdes fantaisies d’une gentilhommerie endormie dans l’oisiveté. »

## Édition française
- Tchertopkhanov et Nédopiouskine, traduit par Françoise Flamant, Éditions Gallimard, Bibliothèque de la Pléiade, 1981  (ISBN 978 2 07 010980 7).